# Marta Eggerth
Marta Eggerth (Makó, 17 aprile 1912 – Rye, 26 dicembre 2013) è stata una cantante e attrice cinematografica ungherese naturalizzata statunitense, appartenente all'epoca d'oro dell'operetta. Molti dei più importanti musicisti del XX secolo, tra cui Franz Lehár, Fritz Kreisler, Robert Stolz, Oscar Straus e Paul Abraham composero appositamente per lei.

## Biografia
La Eggerth iniziò a cantare sin da bambina, e crebbe in una famiglia dove l'amore per la musica era molto presente. Suo padre, un banchiere, era appassionato di pianoforte, mentre sua madre, di professione soprano, aveva abbandonato la carriera per seguire la propria famiglia. Tuttavia. vedendo il suo enorme talento, fu proprio la madre, che si dedicò interamente a coltivarne la carriera e ad implementarne le potenzialità, riuscendo a farla debuttare a soli undici anni nell'operetta Mannequins.
Dopo aver intrapreso una tournée in Danimarca, Paesi Bassi e Svezia, la giovane Marta giunse a Vienna su specifico invito del compositore ungherese Emmerich Kálmán. Secondo le intenzioni di Kálmán, la giovane cantante avrebbe dovuto essere la possibile sostituta della famosa Adele Kern, stella della Wiener Staatsoper, per la rappresentazione de Das Veilchen vom Montmartre (La violetta di Montmartre), ma ne prese prepotentemente il posto su acclamazione della critica quando dovette sostituire la Kern indisposta. In seguito fu scritturata per cantare nel famoso allestimento di Amburgo di Max Reinhardt del 1929 dell'operetta Il pipistrello, dove ebbe il merito di essere, a soli diciassette anni, la più giovane cantante a cimentarsi in questo ruolo.
Con l'introduzione del sonoro nel cinema, a partire dagli inizi degli anni trenta la Eggerth venne scoperta dal mondo della celluloide, lanciando la sua carriera sulla ribalta internazionale. Nel 1936 sposò il tenore Jan Kiepura, dal quale ebbe due figli. Nel 1940 interpretò Minnie Sorenson in Higher and Higher di Richard Rodgers, a New York, con Jack Haley, Leif Erickson, Lee Dixon, Vera Ellen e June Allyson. Nel 1943 fu Sonia Sadoya-Hanna nella prima rappresentazione di La vedova allegra al Majestic Theatre di New York con Kiepura. Nel 1950 interpretò Sylva Varescu in "Die Csárdásfürstin" con Kiepura al Théâtre de Paris. Insignita dell'Ordine al merito della Repubblica ungherese e del premio Erwin Piscator, morì nel 2013, all'età di 101 anni, nella sua abitazione nello stato di New York.

## Filmografia

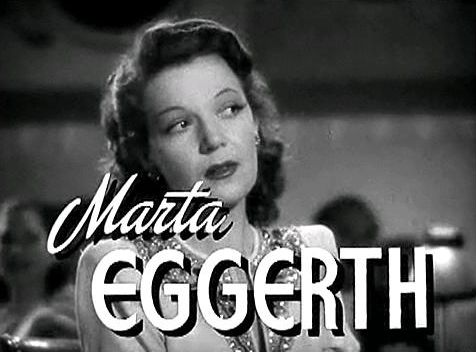
Nel film Presenting Lily Mars

- Csak egy kislány van a világon, regia di Béla Gaál (1930)
- Die Bräutigamswitwe, regia di Richard Eichberg (1931)
- Let's Love and Laugh, regia di Richard Eichberg (1931)
- Trara um Liebe, regia di Richard Eichberg (1931)
- Der Draufgänger, regia di Richard Eichberg (1931)
- Eine Nacht im Grandhotel, regia di Max Neufeld (1931)
- Der Frauendiplomat, regia di Emmerich Wojtek Emo (1932)
- Un bacio e una canzone (Ein Lied, ein Kuß, ein Mädel), regia di Géza von Bolváry (1932)
- Quattro cuori e una carrozza o Quattro cuori e una ragazza (Es war einmal ein Walzer), regia di Victor Janson (1932)
- Moderne Mitgift, regia di Emmerich Wojtek Emo (1932)
- Where Is This Lady?, regia di Victor Hanbury, Ladislao Vajda (1932)
- Il sogno di Schönbrunn (Traum von Schönbrunn), regia di Johannes Meyer (1932)
- Nell'azzurro del cielo (Das Blaue vom Himmel), regia di Victor Janson (1932)
- Melodie imperiali (Kaiserwalzer), regia di Frederic Zelnik (1933)
- Il fiore delle Haway (Die Blume von Hawaii), regia di Richard Oswald (1933)
- Angeli senza paradiso (Leise flehen meine Lieder), regia di Willi Forst (1933)
- Zarevitch (Der Zarewitsch), regia di Victor Janson (1933)
- Mein Herz ruft nach dir, regia di Carmine Gallone (1934)
- La principessa della Czarda (Die Czardasfürstin), regia di Georg Jacoby (1934)
- Unfinished Symphony, regia di Anthony Asquith e Willi Forst (1934)
- Teresa Krones (Ihr größter Erfolg), regia di Johannes Meyer (1934)
- My Heart Is Calling
- The Divine Spark, regia di Carmine Gallone (1935)
- Casta Diva, regia di Carmine Gallone (1935)
- La bionda Carmen (Die blonde Carmen), regia di Victor Janson (1935)
- Clò clò (Die ganze Welt dreht sich um Liebe), regia di Viktor Turžanskij (1935)
- E lucean le stelle, regia di Carmine Gallone (1935)
- Il castello di Fiandra (Das Schloß in Flandern), regia di Géza von Bolváry (1936)
- Dove canta l'allodola
- Il concerto di corte (Das Hofkonzert), regia di Detlef Sierck (Douglas Sirk) (1936)
- La Chanson du souvenir, regia di Serge de Poligny e Douglas Sirk (1937)
- Fascino di boheme (1937)
- Sangue d'artista (1938)
- For Me and My Gal, regia di Busby Berkeley (1942)
- Presenting Lily Mars, regia di Norman Taurog (1943)
- Addio Mimì!, regia di Carmine Gallone (1947)
- Valse brillante (1949)
- Das Land des Lächelns, regia di Hans Deppe e Erik Ode (1952)
- Frühling in Berlin (1957)

## Doppiatrici italiane
- Stefania Fossi in Angeli senza paradiso